# Philonotis borealis
Philonotis borealis là một loài rêu trong họ Bartramiaceae. Loài này được I. Hagen Limpr. mô tả khoa học đầu tiên năm 1893.